# Corpus Christi (opera teatrale)
Corpus Christi è un'opera teatrale di Terrence McNally, scritta nel 1997 e debuttata Off Broadway nel 1998. 

## Trama
Il dramma segue il modello della "passion play", la rappresentazione sacra che narra gli eventi degli ultimi giorni di Gesù, seppur con importanti variazioni. Infatti, Corpus Christi è ambientato nel Texas degli anni 90 e Cristo e i dodici apostoli sono un gruppo di uomini gay; inoltre, la piece gioca volutamente con anacronismi e nonsense sulla dominazione romana e sui rapporti all'interno della cerchia degli apostoli. Giuda, ad esempio, tradisce Cristo perché geloso di Giovanni Evangelista e Gesù celebra un matrimonio gay tra due dei suoi discepoli.

## Storia delle rappresentazioni
Joe Mantello diresse la produzione originale, andata in scena al Manhattan Theatre Club Stage dal 13 ottobre al 29 novembre 1998. Facevano parte del cast anche Josh Lucas (Giuda), Anson Mount (Gesù) e Michael C. Hall (Pietro). La produzione originale, così come tutti gli allestimenti successivi, fu accolta da aspre critiche e manifestazioni di protesta da parte di fondamentalisti cristiani; il Manhattan Theatre Club considerò di sospendere le repliche per evitare episodi spiacevoli e lo scrittore Terrence McNally ricevette numerose minacce di morte.